# 법원주림
《법원주림》(法苑珠林)은 도세가 편찬한 불교 백과사전이다.

## 소개
불교학사에서 ≪법원주림≫은 최초이자 최대의 불교 백과전서로서의 가치를 가진다. ≪법원주림≫은 위진남북조 시대를 거쳐 당대에 접어들면서 본격화되기 시작한 중국 유서(類書) 편찬의 시대적 분위기와 맥이 닿아 있다. 중국의 고유 유서의 분류 방식인 ‘하늘(天) → 땅(地) → 사람(人) → 사건(事) → 사물(物)’이라는 주제별 분류 방식의 영향을 받고, 여기에 불교의 경(經)·율(律)이 가지는 본래의 체제를 곁들여 세부 항목을 나눴다. 또한 인도 불학의 이론을 기초 삼아, 중국과 인도의 문화적 특징을 융합하여, 불경과 함께 중국의 속서(俗書)들을 널리 인용하여 편찬한 결과물로서, 규모가 방대할 뿐 아니라, 내용과 논리가 세밀하고, 전거가 풍부하게 갖추어져 있어, 가히 불교 유서 편찬의 새 장을 열었다고 평가할 수 있다. 
아울러 ≪법원주림≫에 담겨 있는 중(中)·인(印) 문화 융합의 가치를 언급해야 할 것이다. 불교는 인도 문명의 산물로서, 거기서 제시된 우주관·인생관 등의 철학적 이론은 필연적으로 중국 본래의 것과 다를 수밖에 없고, 이러한 상황에서 불교의 교리를 설파할 때, 그것은 중국 본래의 문화적 관념과 충돌할 수밖에 없었다. 이에 ≪법원주림≫은 불전을 광범위하게 인용하는 것 외에도, 불교 외의 중국 전적들을 널리 수록하여, 그것으로 불법에서 설파하는 것이 거짓되지 않음을 증명하고 있다. 외전(外典)의 인용은 중국 고대 성현들의 권위를 빌려 불법의 입지를 다지는 역할을 하고 있으며, 또 다른 측면에서는 중국의 지괴(志怪) 이야기를 널리 채록하여 중국 지괴를 역사 기록의 한 부분으로 설정하고 있다. 도세는 중국 고유의 이야기들을 널리 인용하여 그것을 불법 신봉의 도구로 삼고 있다. 즉 이런 방식을 통하여 중국의 문인과 민중들이 불법의 내용을 더욱 신봉하게 만들고, 나아가 인도 문화와 중국 전통 문화 간의 간극을 메우려는 노력을 했던 것이다.
중국 문학사에서 ≪법원주림≫은 그 안에 담겨 있는 풍부한 서사와 상상력으로 인해 중국 서사문학의 발전에 큰 영향을 미친 것으로 평가받을 수 있다. ≪법원주림≫ 정문 속에 인용되어 있는 불경 고사들은 많은 부분이 인도 민간 고사에서 기원한 것들이다. 인도는 예부터 세계 민간 고사의 보고로 일컬어져 왔는데, 이는 인도의 민간 고사가 수량이 방대할 뿐 아니라 종류와 내용 면에서도 풍부함을 자랑하기 때문이다. 인도 불교는 난해한 육도윤회(六道輪回)나 인과응보 등의 사상에 대해, 이를 민간 고사와 같은, 거칠고 소박하긴 하지만 형상성이 풍부한 감성적 방식으로 민간에 전파하여, 민간 문학 예술의 한 장르로 편입시켰다. 승려나 불교도들이 편찬한 이런 고사집들은 민중 불교의 확산과 숭불(崇佛)의 실천에 일조하는 것을 목적으로 하여, 소설의 형식을 빌려 생동적이고 분명하게, 간결한 문체로 쓰였다. 불전 속에 수록된 이런 이야기들의 내용과 표현 기법은 중국 서사문학의 발전에 큰 영향을 끼쳤다.
≪법원주림≫의 정문뿐 아니라 ≪법원주림≫ 100편 가운데 총 73편의 말미에 수록되어 있는 ‘감응연(感應緣)’ 항목 안에는 중국의 많은 감응 고사들이 증험(證驗)의 실례로 수록되어 있다. 감응연 수록 이야기는 육조 시기부터 당대 초기까지 불교 사상의 영향을 받은 명상류 지괴소설들이 주종을 이루고 있다. 이러한 명상류 지괴 이야기들은 그 서사 방식과 이야기 구조 등에서 인도에서 전래된 불교 문학의 영향을 강하게 받은 것으로, 이전까지의 중국 본래의 소설과는 많은 점에서 상당한 차이를 보여주고 있다. 그래서 불교 유입 이후 그것이 중국 서사문학에 가져다준 거대한 변화를 살펴볼 수 있게 해준다. 
- 안정훈 역, 지만지, ISBN 978-89-6228-359-4